# John Wilde (Diplomat)
John Wilde (* 6. Oktober 1941) ist ein britischer Diplomat.

## Leben
Als britischer Hochkommissar war John Wilde 1995 von der Regierung Major in das westafrikanische Gambia entsandt worden, er löste Michael J. Hardie ab. Seine Amtszeit in Gambia endete 1998, sein Nachfolger in Gambia wurde Tony Millson. Anschließend war Wilde, als Nachfolger von David C. B. Beaumont, nach Botswana entsandt worden. Seine Amtszeit endete 2001, er wurde von David B. Merry abgelöst.

## Familie
John Wilde ist der Sohn von John William and Clara Wilde. Er heiratete 1965 Jeanette Grace Reed, sie haben einen Sohn und eine Tochter.